# Liam Vrolijk
Liam Vrolijk (5 juli 2002) is een Nederlandse schaker. Hij werd per april 2018 een Internationaal Meester (IM) en is sinds november 2022 grootmeester (GM). Zijn hoogste FIDE-rating is 2568 (oktober 2023). In clubverband speelt hij voor Kennemer Combinatie in de meesterklasse schaken. Naast Kennemer Combinatie, speelt Vrolijk ook voor Brasschaat in de hoogste Belgische klasse en Schachverein Muelheim in de Schaakbundesliga van Duitsland.

## Palmares
- In 2017 werd hij Talent van het Jaar, een prijs van het Max Euwe Centrum.[1]
- In 2019 won hij het Kees Besselink c4-toernooi.[2]
- In 2023 won hij het Delftse OGD rapidschaak-toernooi.[3]